# Andra Day
Cassandra Monique « Andra » Batie dite Andra Day est une chanteuse, actrice et compositrice américaine, née le 30 décembre 1984 à Spokane dans l'État de Washington.
Elle est d'abord révélée en tant que chanteuse grâce à son album intitulée Cheers to the Fall sortie en 2016 qui connait un grand succès critique et commercial. Pour ce premier album, elle obtient deux nominations aux Grammys Awards. La même année, elle sort un album sur le thème de Noël qui connait la réussite dans son pays.  Son style musical allie mélodies soul, jazz et rhythm and blues, et sa est voix régulièrement comparée à celle des chanteuses Amy Winehouse, Billie Holiday et Adele.
Au cinéma, elle tiens un second rôle dans le film Marshall de Reginald Hudlin mais c'est surtout en interprétant la chanteuse Billie Holiday dans le biopic Billie Holiday, une affaire d'État en 2021 qu'elle accède à une reconnaissance critique et publique. Sa performance d'actrice lui permet de décrocher le Golden Globe de la meilleure actrice dans un film dramatique ainsi qu'une nomination à l'Oscar de la meilleure actrice.

## Biographie

### Enfance et formation
Andra Day, alors âgée de trois ans, déménage avec ses parents à San Diego en Californie. Elle y  étudie plus tard à l'école des arts du spectacle School of Creative and Performing Arts (SCPA), dans laquelle elle se spécialise dans le chant.

### Carrière
Andra Day fait des apparitions dans de nombreuses vidéos diffusées, entre autres, sur CBSnews.com, Vans.com, et GlobalGrind.com. Le 5 octobre 2012, elle réalise une reprise du titre Mamma Knows Best de Jessie J très remarquée sur sa chaîne Youtube, ce qui lui a permis de signer avec le label Warner Bros.
En 2015, elle est repérée par Stevie Wonder et enregistre avec lui un duo sur la chanson Someday at Christmas qui apparaît dans une publicité Apple. Son premier album, Cheers to the Fall, sort le 28 août 2015, est produit par Adrian Gurvitz et Raphael Saadiq, et regroupe la participation de Questlove, James Poyser du groupe The Roots, DJ Jazzy Jeff et des Dap-Kings du groupe Sharon Jones & The Dap-Kings. Spike Lee réalise le vidéo-clip du premier single, Forever Mine, après avoir entendu Day se produire au Festival du film de Sundance. Elle est également présente sur la bande-son du documentaire Netflix What Happened, Miss Simone?.
Le 24 février 2016, elle se produit devant le président Barack Obama à la Maison-Blanche avec d'autres artistes tels qu'Usher, Demi Lovato ou Leon Bridges (dont elle assure la première partie lors de sa tournée début 2015), pour un concert hommage au chanteur Ray Charles.

En 2021, elle incarne Billie Holiday dans le film biographique *Billie Holiday, une affaire d'État de Lee Daniels. Sa prestation remarquée lui vaut de remporter le Golden Globe de la meilleure actrice dans un film dramatique.

## Filmographie

### Cinéma
Longs métrages
- 2017 : Marshall de Reginald Hudlin : Miton Singer
- 2017 : Cars 3 de Brian Fee : Sweet Tea (voix)
- 2021 : Billie Holiday, une affaire d'État (The United States vs. Billie Holiday) de Lee Daniels : Billie Holiday
- 2024 : The Deliverance de Lee Daniels : Ebony Jackson
- 2025 : Is This Thing On? de Bradley Cooper

### Télévision
Séries télévisées
- 2020 : Together at Home de Lady Gaga : elle-même
- 2025 : Percy Jackson et les Olympiens de Rick Riordan et Jonathan E. Steinberg : Athéna

### Participations à des bandes-originales
- 2015 : What Happened, Miss Simone?
- 2016 : Ben-Hur
- 2021 : Billie Holiday, une affaire d'État (The United States vs. Billie Holiday) de Lee Daniels

## Discographie

### Albums studio
- 2015 - Cheers to the Fall
- 2016 - Merry Christmas from Andra Day
- 2024 - Cassandra

### Singles
- Where Do We Go, janvier 2024
- Winter Wonderland, novembre 2015
- City Burns, août 2015
- Rise Up, juin 2015
- Forever Mine, mai 2015

## Distinctions

### Récompense
- Golden Globes 2021 : meilleure actrice dans un film dramatique -Billie Holiday : Une affaire d'État

### Nominations
- Grammy Awards 2016 : meilleure prestation R&B pour Rise Up et meilleur album de R&B - Cheers to the Fall
- NAACP Image Award 2016 : Prix du nouvel artiste exceptionnel - Cheers to the Fall
- Golden Globe 2021 : meilleure chanson originale pour Tigress & Tweed - Billie Holiday : Une affaire d'État
- Oscars du cinéma 2021 : meilleure actrice - Billie Holiday : Une affaire d'État